# Mesochorus antefurcalis
Mesochorus antefurcalis är en stekelart som beskrevs av Constantineanu och Voicu 1975. Mesochorus antefurcalis ingår i släktet Mesochorus och familjen brokparasitsteklar. Inga underarter finns listade i Catalogue of Life.